# Списак епизода серије Беса

Серија Беса се емитује на каналу Суперстар ТВ од 16. децембра 2018. Прва сезона је емитована од 16. децембра 2018. до 13. марта 2019. и има 12 епизода. Друга сезона је емитована од 27. новембра до 26. децембра 2021 и има 10 епизода.

## Преглед
| Сезоне | Сезоне | Епизоде | Оригинално емитовање | Оригинално емитовање |
| Сезоне | Сезоне | Епизоде | Почетак емитовања    | Крај емитовања       |
| ------ | ------ | ------- | -------------------- | -------------------- |
|        | 1      | 12      | 16. децембар 2018.   | 13. март 2019.       |
|        | 2      | 10      | 27. новембар 2021.   | 26. децембар 2021.   |